# Лауреаты Государственной премии Украины в области науки и техники (2001)
Государственная премия Украины в области науки и техники — лауреаты 2001 года.
На основании представления Комитета по Государственным премиям Украины в области науки и техники президент Украины Леонид Кучма издал указ № 1168/2001 от 3 декабря 2001 года «О присуждении Государственных премий Украины в области науки и техники 2001 года».
На 2001 год размер премии составил 75 000 гривен каждая.

## Лауреаты
| Премированная работа | Лауреаты                            | Кратко о лауреате |
| --- | ----------------------------------- | --- |
| За разработку и внедрение ресурсосберегающей технологии производства конкурентоспособного на мировом рынке арматурного проката нового поколения                                                             | Любимов, Иван Михайлович            | кандидат технических наук, генеральный директор открытого акционерного общества «Холдинг-компания „Интермет“» |
| За разработку и внедрение ресурсосберегающей технологии производства конкурентоспособного на мировом рынке арматурного проката нового поколения                                                             | Кривошеев, Пётр Иванович            | кандидат технических наук, директор Государственный научно-исследовательский институт строительных конструкций |
| За разработку и внедрение ресурсосберегающей технологии производства конкурентоспособного на мировом рынке арматурного проката нового поколения                                                             | Смияненко, Игорь Николаевич         | директор по производству Криворожского государственного горно-металлургического комбината «Криворожсталь» |
| За разработку и внедрение ресурсосберегающей технологии производства конкурентоспособного на мировом рынке арматурного проката нового поколения                                                             | Шеремет, Владимир Александрович     | технический директор Криворожского государственного горно-металлургического комбината «Криворожсталь» |
| За разработку и внедрение ресурсосберегающей технологии производства конкурентоспособного на мировом рынке арматурного проката нового поколения                                                             | Омесь, Николай Николаевич           | кандидат технических наук, заместитель технического директора Криворожского государственного горно-металлургического комбината «Криворожсталь» |
| За разработку и внедрение ресурсосберегающей технологии производства конкурентоспособного на мировом рынке арматурного проката нового поколения                                                             | Дубина, Олег Викторович             | кандидат технических наук, первый вице-премьер-министр Украины, бывший генеральный директор Криворожского государственного горно-металлургического комбината «Криворожсталь» |
| За разработку и внедрение ресурсосберегающей технологии производства конкурентоспособного на мировом рынке арматурного проката нового поколения                                                             | Сацкий, Виталий Антонович           | кандидат технических наук, председатель правления открытого акционерного общества «Запорожский металлургический комбинат „Запорожсталь“» |
| За разработку и внедрение ресурсосберегающей технологии производства конкурентоспособного на мировом рынке арматурного проката нового поколения                                                             | Поляков, Валерий Александрович      | кандидат технических наук, старший научный сотрудник Института чёрной металлургии имени С. И. Некрасова НАН Украины |
| За разработку и внедрение ресурсосберегающей технологии производства конкурентоспособного на мировом рынке арматурного проката нового поколения                                                             | Худик, Юрий Тарасович               | кандидат технических наук, заведующий отделом Института чёрной металлургии имени З. И. Некрасова НАН Украины |
| За разработку и внедрение ресурсосберегающей технологии производства конкурентоспособного на мировом рынке арматурного проката нового поколения                                                             | Вихлевщук, Валерий Антонович        | доктор технических наук, заведующий отделом Института чёрной металлургии имени З. И. Некрасова НАН Украины |
| За цикл трудов «Украина сквозь века» | Смолий, Валерий Андреевич           | академик Национальной академии наук Украины, директор Института истории Украины НАН Украины |
| За цикл трудов «Украина сквозь века» | Реент, Александр Петрович           | член-корреспондент Национальной академии наук Украины, заместитель директора Института истории Украины НАН Украины |
| За цикл трудов «Украина сквозь века» | Котляр, Николай Фёдорович           | член-корреспондент Национальной академии наук Украины, главный научный сотрудник Института истории Украины НАН Украины |
| За цикл трудов «Украина сквозь века» | Кульчицкий, Станислав Владиславович | доктор исторических наук, заместитель директора Института истории Украины НАН Украины |
| За цикл трудов «Украина сквозь века» | Даниленко, Виктор Михайлович        | доктор исторических наук, заведующий отделом Института истории Украины НАН Украины |
| За цикл трудов «Украина сквозь века» | Русина, Елена Владимировна          | кандидат исторических наук, старший научный сотрудник Института истории Украины НАН Украины |
| За цикл трудов «Украина сквозь века» | Толочко, Алексей Петрович           | |
| За цикл трудов «Украина сквозь века» | Баран, Владимир Данилович           | член-корреспондент Национальной академии наук Украины, заведующий отделом Института археологии НАН Украины |
| За цикл трудов «Украина сквозь века» | Степанков, Валерий Степанович       | доктор исторических наук, заведующий кафедрой Каменец-Подольского государственного педагогического университета |
| За цикл трудов «Украина сквозь века» | Трощинский, Владимир Павлович       | доктор исторических наук, главный научный сотрудник Института социологии НАН Украины |
| За разработку теоретических основ и внедрение новых высокопроизводительных технологий, повышающих ресурс и надежность работы деталей и узлов двигателей                                                     | Богуслаев, Вячеслав Александрович   | доктор технических наук, председатель правления открытого акционерного общества «Мотор-Сич» |
| За разработку теоретических основ и внедрение новых высокопроизводительных технологий, повышающих ресурс и надежность работы деталей и узлов двигателей                                                     | Жеманюк, Павел Дмитриевич           | кандидат технических наук, заместитель генерального директора открытого акционерного общества «Мотор-Сич» |
| За разработку теоретических основ и внедрение новых высокопроизводительных технологий, повышающих ресурс и надежность работы деталей и узлов двигателей                                                     | Кривцов, Владимир Станиславович     | доктор технических наук, ректор Национального аэрокосмического университета имени М. Е. Жуковского «Харьковский авиационный институт» |
| За разработку теоретических основ и внедрение новых высокопроизводительных технологий, повышающих ресурс и надежность работы деталей и узлов двигателей                                                     | Долматов, Анатолий Иванович         | доктор технических наук, заведующий кафедрой Национального аэрокосмического университета имени М. Е. Жуковского «Харьковский авиационный институт» |
| За разработку теоретических основ и внедрение новых высокопроизводительных технологий, повышающих ресурс и надежность работы деталей и узлов двигателей                                                     | Борисевич, Владимир Карпович        | доктор технических наук, профессор кафедры Национального аэрокосмического университета имени М. Е. Жуковского «Харьковский авиационный институт» |
| За разработку теоретических основ и внедрение новых высокопроизводительных технологий, повышающих ресурс и надежность работы деталей и узлов двигателей                                                     | Ляшенко, Борис Артёмович            | доктор технических наук, заведующий отделом Института проблем крепости НАН Украины |
| За разработку теоретических основ и внедрение новых высокопроизводительных технологий, повышающих ресурс и надежность работы деталей и узлов двигателей                                                     | Жолткевич, Николай Дмитриевич       | доктор технических наук, директор Государственного предприятия «Харьковский научно-исследовательский институт технологии машиностроения» |
| За разработку теоретических основ и внедрение новых высокопроизводительных технологий, повышающих ресурс и надежность работы деталей и узлов двигателей                                                     | Мовшевич, Исаак Яковлевич           | доктор технических наук, главный инженер Государственного предприятия «Харьковский научно-исследовательский институт технологии машиностроения» |
| За разработку теоретических основ и внедрение новых высокопроизводительных технологий, повышающих ресурс и надежность работы деталей и узлов двигателей                                                     | Подольский, Борис Аврамович         | кандидат технических наук, старший научный сотрудник Государственного предприятия «Харьковский научно-исследовательский институт технологии машиностроения» |
| За разработку теоретических основ и внедрение новых высокопроизводительных технологий, повышающих ресурс и надежность работы деталей и узлов двигателей                                                     | Власенко, Василий Николаевич        | ведущий инженер Государственного предприятия «Харьковский научно-исследовательский институт технологии машиностроения» |
| За создание и освоение производства отечественных зерноуборочных комбайнов КЗС-9-1 «Славутич» и КЗС-1580 «Лан»                                                                                              | Конюхов, Станислав Николаевич       | академик Национальной академии наук Украины, генеральный конструктор Государственного конструкторского бюро «Южное» имени М. К. Янгеля |
| За создание и освоение производства отечественных зерноуборочных комбайнов КЗС-9-1 «Славутич» и КЗС-1580 «Лан»                                                                                              | Бондарь, Михаил Анатольевич         | заместитель главенствующего конструктора Государственного конструкторского бюро «Южное» имени М. К. Янгеля |
| За создание и освоение производства отечественных зерноуборочных комбайнов КЗС-9-1 «Славутич» и КЗС-1580 «Лан»                                                                                              | Кравчук, Владимир Иванович          | кандидат технических наук, директор Государственного департамента транспортного и сельскохозяйственного машиностроения Министерства промышленной политики Украины |
| За создание и освоение производства отечественных зерноуборочных комбайнов КЗС-9-1 «Славутич» и КЗС-1580 «Лан»                                                                                              | Буряченко, Владимир Иванович        | кандидат технических наук, генеральный директор открытого акционерного общества «Херсонские комбайны» |
| За создание и освоение производства отечественных зерноуборочных комбайнов КЗС-9-1 «Славутич» и КЗС-1580 «Лан»                                                                                              | Берман, Александр Павлович          | исполнительный директор открытого акционерного общества «Херсонские комбайны» |
| За создание и освоение производства отечественных зерноуборочных комбайнов КЗС-9-1 «Славутич» и КЗС-1580 «Лан»                                                                                              | Коваль, Сергей Николаевич           | кандидат технических наук, первый заместитель директора |
| За создание и освоение производства отечественных зерноуборочных комбайнов КЗС-9-1 «Славутич» и КЗС-1580 «Лан»                                                                                              | Недовесов, Виктор Иванович          | кандидат технических наук, заведующий лабораторией Национального научного центра «Институт механизации и электрификации сельского хозяйства», Киевская область |
| За создание и освоение производства отечественных зерноуборочных комбайнов КЗС-9-1 «Славутич» и КЗС-1580 «Лан»                                                                                              | Саенко, Виктор Митрофанович         | председатель правления закрытого акционерного общества «Завод „Автоштамп“», Кировоградская область |
| За создание и освоение производства отечественных зерноуборочных комбайнов КЗС-9-1 «Славутич» и КЗС-1580 «Лан»                                                                                              | Богун, Александр Александрович      | главный инженер специализированного конструкторского бюро закрытого акционерного общества «Завод „Автоштамп“», Кировоградская область |
| За создание и освоение производства отечественных зерноуборочных комбайнов КЗС-9-1 «Славутич» и КЗС-1580 «Лан»                                                                                              | Кумпан, Виктор Карпович             | председатель правления открытого акционерного общества «Конструкторское бюро „Бердянсксельмаш“» |
| За комплекс опытно-конструкторских и технологических разработок по внедрению высоких технологий при производстве волоконно-оптических кабелей                                                               | Иоргачев, Дмитрий Васильевич        | кандидат технических наук, генеральный директор открытого акционерного общества «Одесский кабельный завод „Одескабель“» |
| За комплекс опытно-конструкторских и технологических разработок по внедрению высоких технологий при производстве волоконно-оптических кабелей                                                               | Бондаренко, Олег Владимирович       | кандидат технических наук, начальник научно-исследовательского отдела открытого акционерного общества «Одесский кабельный завод „Одескабель“» |
| За комплекс опытно-конструкторских и технологических разработок по внедрению высоких технологий при производстве волоконно-оптических кабелей                                                               | Дащенко, Александр Фёдорович        | доктор технических наук, ведущий специалист открытого акционерного общества «Одесский кабельный завод „Одескабель“» |
| За комплекс опытно-конструкторских и технологических разработок по внедрению высоких технологий при производстве волоконно-оптических кабелей                                                               | Кугот, Василий Николаевич           | заместитель главного технолога открытого акционерного общества «Одесский кабельный завод „Одескабель“» |
| За комплекс опытно-конструкторских и технологических разработок по внедрению высоких технологий при производстве волоконно-оптических кабелей                                                               | Дубров, Александр Николаевич        | кандидат физико-математических наук, директор совместного Украинско-Американского предприятия «Керос-Киев» |
| За комплекс опытно-конструкторских и технологических разработок по внедрению высоких технологий при производстве волоконно-оптических кабелей                                                               | Усов, Анатолий Васильевич           | доктор технических наук, ведущий специалист совместного украинско-американского предприятия «Керос-Киев» |
| За комплекс опытно-конструкторских и технологических разработок по внедрению высоких технологий при производстве волоконно-оптических кабелей                                                               | Голубов, Алексей Григорьевич        | заместитель государственного секретаря Министерства промышленной политики Украины |
| За комплекс опытно-конструкторских и технологических разработок по внедрению высоких технологий при производстве волоконно-оптических кабелей                                                               | Баранов Александр Андреевич         | кандидат технических наук, начальник управления, телекоммуникаций и информатизации Киевской городской государственной администрации |
| За комплекс опытно-конструкторских и технологических разработок по внедрению высоких технологий при производстве волоконно-оптических кабелей                                                               | Яценко, Олег Владимирович           | руководитель отделения Украинского института исследований окружающей среды и ресурсов при Совете национальной безопасности и обороны Украины |
| За новые физические эффекты в сильно анизотропных полупроводниках и приборы на их основе | Товстюк, Корней Денисович           | член-корреспондент Национальной академии наук Украины, директор Научно-технологического центра «Гром», Львов |
| За новые физические эффекты в сильно анизотропных полупроводниках и приборы на их основе | Сливка, Владимир Юльевич            | доктор физико-математических наук, ректор Ужгородского национального университета |
| За новые физические эффекты в сильно анизотропных полупроводниках и приборы на их основе | Берча, Дарья Михайловна             | доктор физико-математических наук, профессор кафедры Ужгородского национального университета |
| За новые физические эффекты в сильно анизотропных полупроводниках и приборы на их основе | Ковалюк, Захар Дмитриевич           | доктор физико-математических наук, руководитель Черновицкого отделения Института проблем материаловедения имени И. М. Францевича НАН Украины |
| За новые физические эффекты в сильно анизотропных полупроводниках и приборы на их основе | Ищенко, Станислав Степанович        | доктор физико-математических наук, ведущий научный сотрудник Института физики полупроводников НАН Украины |
| За новые физические эффекты в сильно анизотропных полупроводниках и приборы на их основе | Моцный, Фёдор Васильевич            | доктор физико-математических наук, ведущий научный сотрудник Института физики полупроводников НАН Украины |
| За новые физические эффекты в сильно анизотропных полупроводниках и приборы на их основе | Яремко, Анатолий Михайлович         | доктор физико-математических наук, ведущий научный сотрудник Института физики полупроводников НАН Украины |
| За новые физические эффекты в сильно анизотропных полупроводниках и приборы на их основе | Косевич, Арнольд Маркович           | доктор физико-математических наук, заведующий отделом Физико-технического института низких температур имени Б. И. Веркина НАН Украины |
| За новые физические эффекты в сильно анизотропных полупроводниках и приборы на их основе | Кошкин, Владимир Моисеевич          | доктор физико-математических наук, заведующий кафедрой Национального технического университета «Харьковский политехнический институт» |
| За новые физические эффекты в сильно анизотропных полупроводниках и приборы на их основе | Стахира, Иосиф Михайлович           | доктор физико-математических наук, заведующий кафедрой Львовского национального университета имени Ивана Франко |
| За имплантируемые устройства для лечения заболеваний центральной нервной системы: научно-техническая разработка, производство и практическое применение в учреждениях здравоохранения                       | Зозуля, Юрий Афанасьевич            | член-корреспондент Национальной академии наук Украины, директор Института нейрохирургии имени академика А. П. Ромоданова |
| За имплантируемые устройства для лечения заболеваний центральной нервной системы: научно-техническая разработка, производство и практическое применение в учреждениях здравоохранения                       | Орлов, Юрий Александрович           | доктор медицинских наук, заведующий отделом Института нейрохирургии имени академика А. П. Ромоданова |
| За имплантируемые устройства для лечения заболеваний центральной нервной системы: научно-техническая разработка, производство и практическое применение в учреждениях здравоохранения                       | Плавский, Николай Витальевич        | научный сотрудник Института нейрохирургии имени академика А. П. Ромоданова |
| За имплантируемые устройства для лечения заболеваний центральной нервной системы: научно-техническая разработка, производство и практическое применение в учреждениях здравоохранения                       | Дзяк, Людмила Антоновна             | доктор медицинских наук, заведующий кафедрой Днепропетровской государственной медицинской академии |
| За имплантируемые устройства для лечения заболеваний центральной нервной системы: научно-техническая разработка, производство и практическое применение в учреждениях здравоохранения                       | Кардаш, Анатолий Михайлович         | кандидат медицинских наук, доцент Донецкого государственного медицинского университета имени М. Горького |
| За имплантируемые устройства для лечения заболеваний центральной нервной системы: научно-техническая разработка, производство и практическое применение в учреждениях здравоохранения                       | Ольхов, Валерий Михайлович          | кандидат медицинских наук, доцент Винницкого государственного медицинского университета имени М. И. Пирогова |
| За имплантируемые устройства для лечения заболеваний центральной нервной системы: научно-техническая разработка, производство и практическое применение в учреждениях здравоохранения                       | Мальченко, Константин Иванович      | генеральный директор общества с ограниченной ответственностью «Детский нейрохирургический центр» |
| За имплантируемые устройства для лечения заболеваний центральной нервной системы: научно-техническая разработка, производство и практическое применение в учреждениях здравоохранения                       | Белошицкий, Олег Владимирович       | главный инженер общества с ограниченной ответственностью «Детский нейрохирургический центр» |
| За имплантируемые устройства для лечения заболеваний центральной нервной системы: научно-техническая разработка, производство и практическое применение в учреждениях здравоохранения                       | Ярыгин, Борис Тимофеевич            | инженер общества с ограниченной ответственностью «Детский нейрохирургический центр» |
| За создание и внедрение в производство серии отечественных взрывозащищенных асинхронных двигателей мощностью от 2,2 до 400 кВт для взрывоопасных производств Украины                                        | Ширнин, Иван Григорьевич            | доктор технических наук, директор [[Украинский научно-исследовательский проектно-конструкторский и технологический институт взрывозащищенного и рудникового электрооборудования\|Украинского научно-исследовательского проектно-конструкторского и технологического института взрывозащищенного и рудникового электрооборудования]] с опытно-экспериментальным производством, Донецк |
| За создание и внедрение в производство серии отечественных взрывозащищенных асинхронных двигателей мощностью от 2,2 до 400 кВт для взрывоопасных производств Украины                                        | Каика, Василий Васильевич           | кандидат технических наук, главный конструктор проекта Украинского научно-исследовательского проектно-конструкторского и технологического института взрывозащищенного и рудникового электрооборудования с опытно-экспериментальным производством, Донецк |
| За создание и внедрение в производство серии отечественных взрывозащищенных асинхронных двигателей мощностью от 2,2 до 400 кВт для взрывоопасных производств Украины                                        | Дмитренко, Юрий Иванович            | заведующий отделением Украинского научно-исследовательского проектно-конструкторского и технологического института взрывозащищенного и рудникового электрооборудования с опытно-экспериментальным производством, Донецк |
| За создание и внедрение в производство серии отечественных взрывозащищенных асинхронных двигателей мощностью от 2,2 до 400 кВт для взрывоопасных производств Украины                                        | Красников, Геннадий Васильевич      | заведующий отделом Украинского научно-исследовательского проектно-конструкторского и технологического института взрывозащищенного и рудникового электрооборудования по опытно-эриментальным производством, Донецк |
| За создание и внедрение в производство серии отечественных взрывозащищенных асинхронных двигателей мощностью от 2,2 до 400 кВт для взрывоопасных производств Украины                                        | Федоренко, Григорий Михайлович      | доктор технических наук, главный научный сотрудник Института электродинамики НАН Украины |
| За создание и внедрение в производство серии отечественных взрывозащищенных асинхронных двигателей мощностью от 2,2 до 400 кВт для взрывоопасных производств Украины                                        | Луговский, Виктор Владимирович      | кандидат физико-математических наук, заместитель начальника управления Министерства промышленной политики Украины |
| За создание и внедрение в производство серии отечественных взрывозащищенных асинхронных двигателей мощностью от 2,2 до 400 кВт для взрывоопасных производств Украины                                        | Захарченко, Пётр Иванович           | кандидат технических наук, президент открытого акционерного общества «Первомайский электромеханический завод имени Карла Маркса», Луганская область |
| За создание и внедрение в производство серии отечественных взрывозащищенных асинхронных двигателей мощностью от 2,2 до 400 кВт для взрывоопасных производств Украины                                        | Диренко, Виталий Григорьевич        | главный конструктор открытого акционерного общества «Первомайский электромеханический завод имени Карла Маркса», Луганская область |
| За создание и внедрение в производство серии отечественных взрывозащищенных асинхронных двигателей мощностью от 2,2 до 400 кВт для взрывоопасных производств Украины                                        | Орлов, Владимир Иванович            | директор открытого акционерного общества «Южный электромашиностроительный завод», Новая Каховка |
| За цикл работ «Теория и практика создания антисигнатурных олигодезоксирибонуклеотидов как универсальных антимикробных средств»                                                                              | Скрипаль, Иван Гаврилович           | член-корреспондент Национальной академии наук Украины, заместитель директора Института микробиологии и вирусологии имени Д. К. Заболотного НАН Украины |
| За цикл работ «Теория и практика создания антисигнатурных олигодезоксирибонуклеотидов как универсальных антимикробных средств»                                                                              | Панченко, Лариса Петровна           | кандидат биологических наук, старший научный сотрудник Института микробиологии и вирусологии имени Д. К. Заболотного НАН Украины |
| За цикл работ «Теория и практика создания антисигнатурных олигодезоксирибонуклеотидов как универсальных антимикробных средств»                                                                              | Малиновская, Лариса Петровна        | кандидат биологических наук, научный сотрудник Института микробиологии и вирусологии имени Д. К. Заболотного НАН Украины |
| За цикл работ «Теория и практика создания антисигнатурных олигодезоксирибонуклеотидов как универсальных антимикробных средств»                                                                              | Егоров, Олег Владимирович           | кандидат биологических наук, научный сотрудник Института микробиологии и вирусологии имени Д. К. Заболотного НАН Украины |
| За цикл работ «Теория и практика создания антисигнатурных олигодезоксирибонуклеотидов как универсальных антимикробных средств»                                                                              | Федоряк, Дмитрий Михайлович         | кандидат биологических наук, заведующий лабораторией Института биоорганической химии и нефтехимии НАН Украины |
| За цикл работ «Теория и практика создания антисигнатурных олигодезоксирибонуклеотидов как универсальных антимикробных средств»                                                                              | Дубей, Игорь Ярославович            | кандидат химических наук, ведущий научный сотрудник Института молекулярной биологии и генетики НАН Украины |
| За цикл работ «Теория и практика создания антисигнатурных олигодезоксирибонуклеотидов как универсальных антимикробных средств»                                                                              | Алексеева, Инна Владимировна        | кандидат химических наук, старший научный сотрудник Института молекулярной биологии и генетики НАН Украины |
| За цикл работ «Теория и практика создания антисигнатурных олигодезоксирибонуклеотидов как универсальных антимикробных средств»                                                                              | Шаламай, Анатолий Севастянович      | кандидат химических наук, заместитель генерального директора закрытого акционерного общества «Научно-производственный центр „Борщаговский химико-фармацевтический завод“» |
| За цикл работ «Теория и практика создания антисигнатурных олигодезоксирибонуклеотидов как универсальных антимикробных средств»                                                                              | Макитрук, Василий Лукич             | начальник участка закрытого акционерного общества «Научно-производственный центр „Борщаговский химико-фармацевтический завод“» |
| За цикл работ «Теория и практика создания антисигнатурных олигодезоксирибонуклеотидов как универсальных антимикробных средств»                                                                              | Серебряный, Саул Бенционович        | доктор химических наук (посмертно) |
| За палеомагнитные исследования в Украине (теория, методология и внедрение в практику нового направления в области наук о Земле)                                                                             | Третяк, Александр Никифорович       | доктор геолого-минералогических наук, главный научный сотрудник Института геофизики имени С. И. Субботина НАН Украины |
| За палеомагнитные исследования в Украине (теория, методология и внедрение в практику нового направления в области наук о Земле)                                                                             | Завойский, Владимир Николаевич      | доктор физико-математических наук, ведущий научный сотрудник Института геофизики имени С. И. Субботина НАН Украины |
| За палеомагнитные исследования в Украине (теория, методология и внедрение в практику нового направления в области наук о Земле)                                                                             | Русаков, Олег Максимович            | доктор геолого-минералогических наук, ведущий научный сотрудник Института геофизики имени С. И. Субботина НАН Украины |
| За палеомагнитные исследования в Украине (теория, методология и внедрение в практику нового направления в области наук о Земле)                                                                             | Глеваская, Алла Михайловна          | кандидат геолого-минералогических наук, старший научный сотрудник Института геофизики имени С. И. Субботина НАН Украины |
| За палеомагнитные исследования в Украине (теория, методология и внедрение в практику нового направления в области наук о Земле)                                                                             | Михайлова, Нинель Петровна          | кандидат геолого-минералогических наук, бывший ведущий научный сотрудник Института геофизики имени С. И. Субботина НАН Украины |
| За палеомагнитные исследования в Украине (теория, методология и внедрение в практику нового направления в области наук о Земле)                                                                             | Цикора, Всеволод Николаевич         | научный сотрудник Института геофизики имени С. И. Субботина НАН Украины |
| За цикл работ «Теория и практика биотехнологии выпуска ксампана и энпосана, разработка научных основ и технологий их использования в текстильной, химической, пищевой промышленностях и сельском хозяйстве» | Гвоздяк, Ростислав Ильич            | доктор биологических наук, заведующий отделом Института микробиологии и вирусологии имени Д. К. Заболотного НАН Украины |
| За цикл работ «Теория и практика биотехнологии выпуска ксампана и энпосана, разработка научных основ и технологий их использования в текстильной, химической, пищевой промышленностях и сельском хозяйстве» | Воцелко, Светлана Константиновна    | кандидат биологических наук, старший научный сотрудник Института микробиологии и вирусологии имени Д. К. Заболотного НАН Украины |
| За цикл работ «Теория и практика биотехнологии выпуска ксампана и энпосана, разработка научных основ и технологий их использования в текстильной, химической, пищевой промышленностях и сельском хозяйстве» | Литвинчук, Ольга Александровна      | кандидат биологических наук, научный сотрудник Института микробиологии и вирусологии имени Д. К. Заболотного НАН Украины |
| За цикл работ «Теория и практика биотехнологии выпуска ксампана и энпосана, разработка научных основ и технологий их использования в текстильной, химической, пищевой промышленностях и сельском хозяйстве» | Болоховская, Валентина Антоновна    | кандидат технических наук, заместитель директора Государственного предприятия «Энзим», Винницкая область |
| За цикл работ «Теория и практика биотехнологии выпуска ксампана и энпосана, разработка научных основ и технологий их использования в текстильной, химической, пищевой промышленностях и сельском хозяйстве» | Мартынюк, Наталья Борисовна         | начальник лаборатории Государственного предприятия Энзим", Винницкая область |
| За цикл работ «Теория и практика биотехнологии выпуска ксампана и энпосана, разработка научных основ и технологий их использования в текстильной, химической, пищевой промышленностях и сельском хозяйстве» | Нагорная, Ольга Владимировна        | начальник лаборатории Государственного предприятия «Энзим», Винницкая область |
| За цикл работ «Теория и практика биотехнологии выпуска ксампана и энпосана, разработка научных основ и технологий их использования в текстильной, химической, пищевой промышленностях и сельском хозяйстве» | Сарибеков, Георгий Савович          | доктор технических наук, проректор Херсонского государственного технического университета |
| За цикл работ «Теория и практика биотехнологии выпуска ксампана и энпосана, разработка научных основ и технологий их использования в текстильной, химической, пищевой промышленностях и сельском хозяйстве» | Гнидец, Василий Петрович            | кандидат химических наук, старший научный сотрудник Херсонского государственного технического университета |
| За цикл работ «Теория и практика биотехнологии выпуска ксампана и энпосана, разработка научных основ и технологий их использования в текстильной, химической, пищевой промышленностях и сельском хозяйстве» | Калакура, Мария Михайловна          | кандидат технических наук, заведующий кафедрой Киевского национального торгово-экономического университета |
| За цикл работ «Теория и практика биотехнологии выпуска ксампана и энпосана, разработка научных основ и технологий их использования в текстильной, химической, пищевой промышленностях и сельском хозяйстве» | Матышевская, Мария Степановна       | доктор биологических наук (посмертно) |
| За цикл работ «Вероятностно-статистические методы в проблемах надежности и безопасности информационных технологий»                                                                                          | Коваленко, Игорь Николаевич         | академик Национальной академии наук Украины, заведующий отделом Института кибернетики имени В. М. Глушкова НАН Украины |
| За цикл работ «Вероятностно-статистические методы в проблемах надежности и безопасности информационных технологий»                                                                                          | Парасюк, Иван Николаевич            | доктор технических наук, заведующий отделом Института кибернетики имени В. М. Глушкова НАН Украины |
| За цикл работ «Вероятностно-статистические методы в проблемах надежности и безопасности информационных технологий»                                                                                          | Стойкова, Лидия Степановна          | доктор физико-математических наук, старший научный сотрудник Института кибернетики имени В. М. Глушкова НАН Украины |
| За цикл работ «Вероятностно-статистические методы в проблемах надежности и безопасности информационных технологий»                                                                                          | Кузнецов, Николай Юрьевич           | доктор технических наук, ведущий научный сотрудник Института кибернетики имени В. М. Глушкова НАН Украины |
| За цикл работ «Вероятностно-статистические методы в проблемах надежности и безопасности информационных технологий»                                                                                          | Шпак, Валентин Дорофеевич           | доктор технических наук, ведущий научный сотрудник Института кибернетики имени В. М. Глушкова НАН Украины |
| За цикл работ «Вероятностно-статистические методы в проблемах надежности и безопасности информационных технологий»                                                                                          | Фаль, Алексей Михайлович            | кандидат физико-математических наук, ведущий научный сотрудник Института кибернетики имени В. М. Глушкова НАН Украины |
| За цикл работ «Вероятностно-статистические методы в проблемах надежности и безопасности информационных технологий»                                                                                          | Кочубинский, Анатолий Иванович      | кандидат физико-математических наук, научный сотрудник Института кибернетики имени В. М. Глушкова НАН Украины |
| За цикл работ «Вероятностно-статистические методы в проблемах надежности и безопасности информационных технологий»                                                                                          | Великий, Анатолий Павлович          | член-корреспондент Национальной академии наук Украины, директор Государственного научно-исследовательского института информатизации и моделирования экономики |
| За цикл работ «Вероятностно-статистические методы в проблемах надежности и безопасности информационных технологий»                                                                                          | Гупало, Анатолий Михайлович         | доктор физико-математических наук, директор Научно-учебного центра прикладной информатики НАН Украины |
| За цикл работ «Вероятностно-статистические методы в проблемах надежности и безопасности информационных технологий»                                                                                          | Савчук, Михаил Николаевич           | доктор физико-математических наук, заведующий кафедрой Национального технического университета Украины «Киевский политехнический институт» |
| За цикл монографий «Функционально-аналитические и групповые методы современной математической физики» | Петрина, Дмитрий Яковлевич          | член-корреспондент Национальной академии наук Украины, заведующий отделом Института математики НАН Украины |
| За цикл монографий «Функционально-аналитические и групповые методы современной математической физики» | Никитин, Анатолий Глебович          | доктор физико-математических наук, заведующий отделом Института математики НАН Украины |
| За цикл монографий «Функционально-аналитические и групповые методы современной математической физики» | Герасименко, Виктор Иванович        | доктор физико-математических наук, ведущий научный сотрудник Института математики НАН Украины |
| За цикл монографий «Функционально-аналитические и групповые методы современной математической физики» | Малышев, Пётр Витальевич            | кандидат физико-математических наук, старший научный сотрудник Института математики НАН Украины |
| За цикл монографий «Функционально-аналитические и групповые методы современной математической физики» | Климик, Анатолий Улянович           | доктор физико-математических наук, заведующий отделом Института теоретической физики имени Н. Н. Боголюбова НАН Украины |
| За цикл монографий «Функционально-аналитические и групповые методы современной математической физики» | Фущич, Вильгельм Ильич              | член-корреспондент Национальной академии наук (посмертно) |
| За учебник «Лазерная физика», второе издание, К.: Леся, 1999 | Коротков, Павел Андреевич           | доктор физико-математических наук, профессор Киевского национального университета имени Тараса Шевченко |
| За учебник «Лазерная физика», второе издание, К.: Леся, 1999 | Григорук, Валерий Иванович          | кандидат физико-математических наук, доцент Киевского национального университета имени Тараса Шевченко |
| За учебник «Лазерная физика», второе издание, К.: Леся, 1999 | Хижняк, Анатолий Иванович           | доктор физико-математических наук, заместитель директора Международного центра «Институт прикладной оптики» НАН Украины |
| За учебник «Урология», К.: Высшая школа, 1993 | Возианов, Александр Фёдорович       | академик Национальной академии наук Украины, директор Института урологии и нефрологии |
| За учебник «Урология», К.: Высшая школа, 1993 | Люлько, Алексей Владимирович        | доктор медицинских наук, проректор Днепропетровской государственной медицинской академии |